# Комскор
Комскор је глобална америчка компанија специјализована за мерење и анализу медија, пружајући податке и аналитику у области маркетинга фирмама, агенцијама за медије и оглашавање, бренд-маркетерима и издавачима.

## Историја
Комскор је основан у јулу 1999. у Рестону, Вирџинија. Компанију су суосновали Џан Фулгони, који је дуги низ година био извршни директор истраживачке компаније  Information Resources, Inc. (IRI), и Магид Абрахам, који је такође био бивши запослени у IRI и служио као председник IRI-а средином 1990-их.
У марту 2007. године, Комскор је извршио иницијално јавно издање деоница на берзи Насдак, користећи симбол "SCOR". Фебруара 2014. године, Комскор је најавио именовање Сержа Мате за извршног директора, који је ступило на дужност 1. марта.
Суоснивач Џан Фулгони, који је од 2014. године обављао дужност председника емеритуса, заменио је Сержа Мату на месту извршног директора 10. августа 2016. године. Септембра 2016. године, Комскор је примио писмо од НАСДАК-а у коме је било наведено да је у опасности да буде брисан са берзе 12. септембра, осим ако Комскор не поднесе свој годишњи извештај за 2015. годину (образац 10-K) и извештаје за прва два квартала 2016. године. Фебруара 2017. године, Comscore је саопштио да неће испоштовати рок који је наметнуо НАСДАК да "закључи своје финансијско успостављање и поврати успостављање са захтевима за котирање на Насдак." Због пропуштеног рока, "обичне делнице Comscore-а могу бити суспендоване са трговања и брисане са Насдакa." Ако Комскор буде брисан са НАСДАК-а и суспендовано им буде трговање, најављују да намеравају "бити котирани на ОТЦ тржишту." У новембру 2017. године, према извештајима, Џан Фулгони, суоснивач и извршни директор, повукао се.
Априла 2018. године, објављено је да је Брајан Винер именован за извршног директора компаније, ефективно од 30. маја. Винер је претходно био председник 360i, агенције за оглашавање са 1000 запослених познате по способности да брендовима помогне да искористе промене кроз иновације и приступ оглашавању заснован на подацима. Априла 2019. године, извршни директор Брајан Винер најавио је да ће он, заједно са председницом Саром Хофстетер, напустити своје улоге у Комскору наводећи непомирљиве разлике у стратегији са одбором компаније.
Новембра 2019. године, Бил Ливек је именован од стране Одбора директора Комскора за извршног директора и извршног потпредседника. Пре него што се придружио Комскору, господин Ливек је био потпредседник и извршни директор у Рентраку, где је предводио следећу генерацију производа за прецизно мерење филмова и телевизије свуда. У фебруару 2022. године, Ливек је најавио да ће се повући и одустати од функције извршног директора чим одбор пронађе замену.

## Сакупљање и извештавање података
Комскор одржава групу корисника који имају инсталиран софтвер за праћење (са брендовима укључујући PermissionResearch, OpinionSquare и VoiceFive Networks) на својим рачунарима. Као замена за придруживање Комскор истраживачким панелима, корисницима се нуде различите предности, укључујући софтвер за безбедност рачунара, складиштење података на интернету, скенирање вируса и шансе за освајање новца или награда.
Комскор процењује да је око два милиона корисника део програма праћења. Међутим, самоизабране популације, без обзира на величину, можда нису репрезентативне за целокупну популацију. Да би добили најтачније податке, Комскор прилагођава статистику користећи тежине како би се осигурало да је сваки сегмент популације довољно заступљен. Да би израчунала ове тежине, Комскор редовно рекрутије панелисте користећи насумично бирање бројева и друге методе ван мреже како би тачно одредила колико корисника је онлајн, агрегираних по, приходу и годинама. Исправљање Комскор података захтева поседовање тачних демографских информација о ширећем скупу корисника. Међутим, неки корисници Комскорa се рекрутују без тражења демографских информација, а у другим случајевима, корисници можда нису искурени у вези својих демографских података. Да би се осигурала тачност података, Комскор проверава демографске податке својих корисника током мерења статистичких података.
Исправљени подаци се користе за генерисање извештаја о темама које се крећу од интернет саобраћаја до активности стримовања видеа и куповне моћи потрошача.
У априлу 2020. године, Комскор је покренуо бржу услугу оцењивања локалне телевизије - са обртом од 48 сати, за разлику од претходна два недељна периода који је био потребан станицама за добијање података о оценама телевизије.

## Уједињено дигитално мерење
У мају 2009. године, Комскор је представио Unified Digital Measurement (UDM), дигитални алат за мерење аудиторије који комбинује панелне и пописне приступе мерењу. Методологија израчунава достигнуће аудиторије без утицаја брисања колачића и блокирања/одбијања колачића.

## Мерење кампање
Комскор je 2010. године представио Campaign Essentials како би мерио како дигиталне кампање достижу своју аудиторију. У марту 2012. године, Комскор је лансирао Validated Campaign Essentials (vCE), који је увео појам "валидираних" импресија. У јануару 2013. године, Комскор је објавио да је анализирао 4.000 кампања за клијенте који покривају више од 75 рекламних агенција.

## Комисија за хартије од вредности и берзе
У 2019. години, Комскор и њен бивши извршни директор Серж Мата су оптужени за учешће у фраудулентном шему према којој су преувеличавали приходе за отприлике 50 милиона долара и износили лажне и заводљиве изјаве о кључним перформанс метрикама. Комисија за хартије од вредности и берзе (SEC) Сједињених Америчких Држава је открила да су Комскор и Мата износили лажне и заводљиве јавне објаве у вези са купцем компаније и флагшип производом, као и да је Мата лажао внутрашњим рачуновођама и спољнем рачуноводственом фирмом Комскојр. Ово је омогућило Комскојру да артифицијелно премаши циљеве за приходе које су аналитичари предвиђали у седам последователних квартала и створе илузију о сталном и равномерном расту бизниса Комскојра. Компанија је заменила бившег извршног директора и друге врхунске извршитеље; њен нови менаџмент тим је решавао обвезе СЕЦ-а без признавања или негирања прекршаја у септембру 2019. године плаћањем 5 милиона долара.Две године пре ових оптужби, Комскојр је кориговао своје финансијске изјаве и исправио све проблеме у својим праксама обраде прихода. Препореди Компаније, од тада је спровела коригујуће напоре, укључујући нове процедуре и политике интерне контроле и нове системе усаглашености. Нови програм усаглашености препознат је као "Најбољи програм за усаглашеност и етику (мале и средње капитализације)" на 12. Додели награда за корпоративно управљање 2019. године. 

## Награде
- Магид Абрахам, суоснивач Комскорa, добио је награду Чарлс Кулиџ Парлин за истраживање тржишта на Америчкој конференцији за истраживање маркетинга Америчког маркетиншког удружења 2009. године.[24]
- Комскор је изабран као добитник Chicago Innovation Awards 2009. године за креативни развој AdEffx у октобру 2009. године.[25]
- У јуну 2009. године, Комскор и GSM асоцијација освојили су M.E.F. Награду за пословну интелигенцију у мобилним медијима.
- Комскор је оцењен као представник услуге за мерење аудиторије од стране 50,4 процента испитаника у полугодишњем истраживању чланова Чикаго Интерактиве Маркетинг Асоцијације (CIMA) које је спровела компанија Вилијам Блаир .[26]
- Комскор је рангиран као 15. највећа америчка истраживачка фирма на основу домаћих прихода за 2008. годину, брже растући од сваке од 25 највећих истраживачких фирми, према извештају Honomichl Top 50 за 2008. годину.[27]
- Комскор је изабран од стране Светског економског форума као једна од 47 најиновативнијих компанија 2007. године.[28]
- Суоснивач Комскорa, Магид Абрахам, одличен је Осмом годишњом наградом Бак Вивер за маркетинг. Награда признаје појединце који су дали важан допринос напретку теорије и праксе у области маркетиншке науке.[29]
- Године 2014, Comscore је добио "Награду за нову технологију године" од стране Дигиталне аналитичке асоцијације. Са својим могућностима праћења на више платформи, Дигитал Аналитикс може ујединити кориснике преко уређаја и платформи користећи Comscore-ову патентирану методологију уједињења прегледача.[30]
- Комскор је добио награду за иновације на конференцији Perspectives 2018 коју су организовали Skillsoft и SumTotal. Комскор је проглашен победником у категорији Програм године за учење за показани успех, иновације и стручност у учењу и развоју.[31]
- Комскор је освојио награду у категорији Оглашавање на IAB Europe Research Awards 2018, која препознаје најбоље истраживачке пројекте у дигиталној индустрији. Комскорова "Free Viewability" омогућила је дигиталним медијским купцима бесплатну услугу за мерење и видео и дисплеј кампањи.

## Савез
Коалиција за иновативно мерење медија (CIMM) и Комскор сарађују како би мерили кориснике са три екрана и њихово понашање у вези са садржајем и оглашавањем на телевизији, интернету и мобилним уређајима.